# Haidach (Eurasburg)
Haidach ist ein Gemeindeteil von Eurasburg im oberbayerischen Landkreis Bad Tölz-Wolfratshausen, der etwa einen Kilometer nordwestlich vom Dorf Eurasburg entfernt ist. Am Ostrand des außer nach Westen hin eng an Waldgebiete grenzenden Weilers mit weniger als zwei Dutzend Hausnummern liegt der halbhektargroße Druckerweiher, dem der Lüßbach entspringt. Am Gegenufer des kleinen Sees vorbei läuft die A 95.